# Abrankesestadion
Het Abrankesestadion is een multifunctioneel stadion in Kumasi, een stad in Ghana. 
Het stadion wordt vooral gebruikt voor voetbalwedstrijden, de voetbalclub Medeama SC maakt gebruik van dit stadion. In het stadion is plaats voor 12.000 toeschouwers. Het stadion werd geopend in 2007.